# Bourg-des-Maisons
Bourg-des-Maisons település Franciaországban, Dordogne megyében. Lakosainak száma 72 fő (2022. január 1.). Bourg-des-Maisons Celles, Chapdeuil, Coutures, Grand-Brassac, La Tour-Blanche-Cercles és Verteillac községekkel határos.

## Népesség
A település népességének változása:
| Lakosok száma | 86   | 51   | 55   | 69   | 61   | 65   | 68   | 67   | 69   | 72   |
|               | 1968 | 1982 | 1990 | 2006 | 2013 | 2015 | 2017 | 2019 | 2020 | 2022 |